# Вулнер, Томас
То́мас Ву́лнер (англ. Thomas Woolner, 17 декабря 1825 — 7 октября 1892 г.) — английский скульптор и поэт. Один из членов Братства прерафаэлитов, близкий друг Альфреда Теннисона.

## Биография

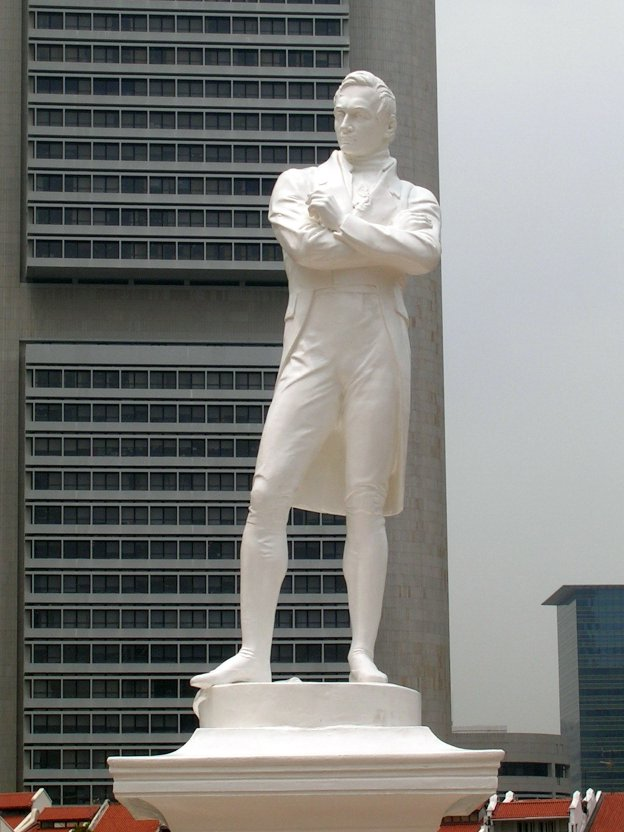
Копия статуи сэра Стэмфорда Раффлза, сделанной Томасом Вулнером. Раффлз считается основателем современного Сингапура.

Родился в Саффолке, Англия, с 1843 года выставлял свои работы в Королевской Академии художеств. В 1875 выбран в члены Королевской Академии.

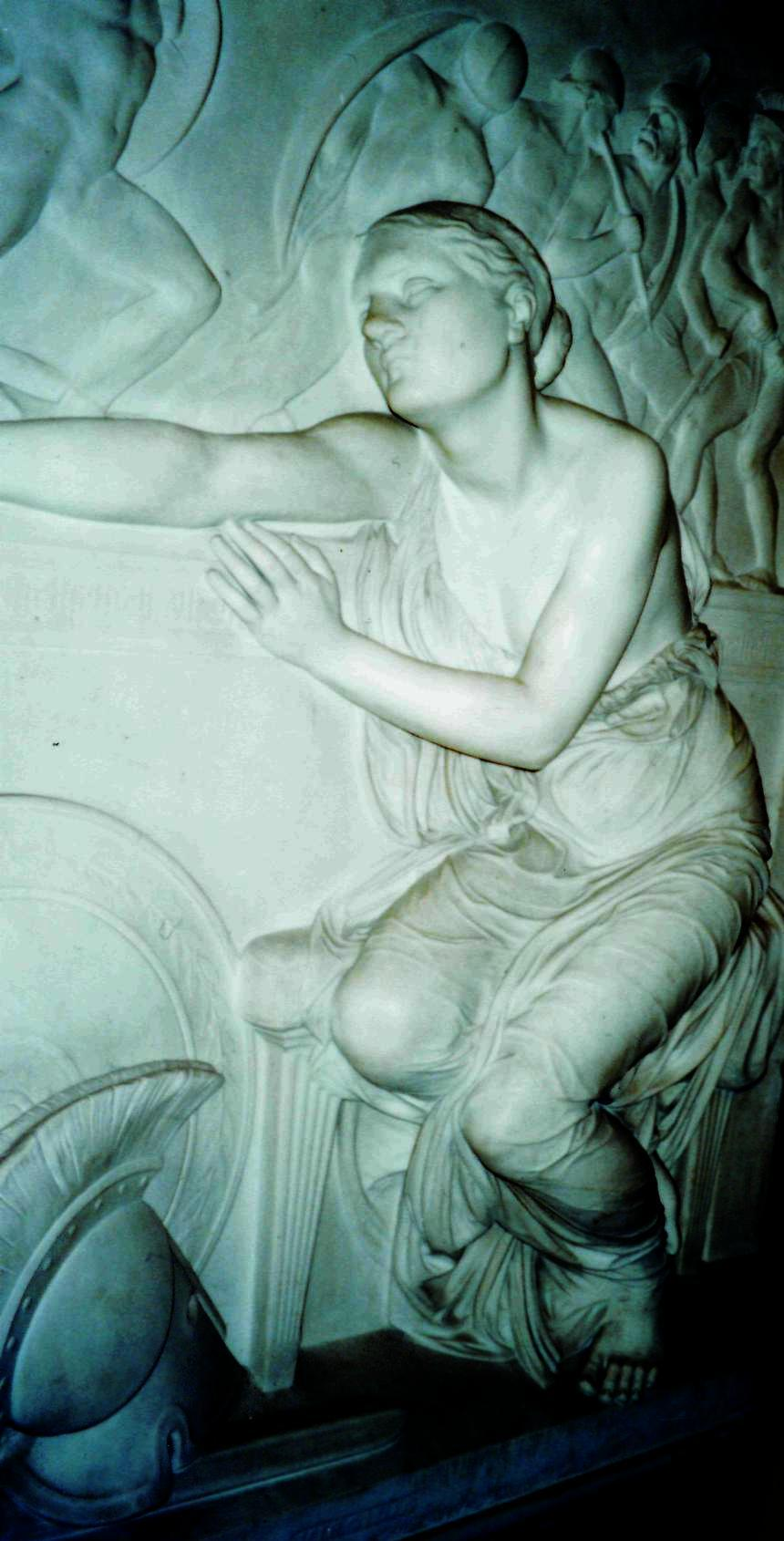
Виргилия

Томас Вулнер не разделял любовь прерафаэлитов к Средним векам, но полностью соглашался с принципом «верности природе», который провозгласил ещё Джон Рескин. В своих работах Вулнер с самого начала уделял особое внимание художественной детали. Приобрел славу благодаря своим бюстам и гравюрам. На какой-то период был вынужден эмигрировать в Австралию, но потом вернулся в Великобританию, где заявил о себе как скульптор и торговец произведениями искусства. Наиболее известные скульптуры — «Цивилизация» (англ. Civilisation) и «Виргилия», где Вулнер пытался отобразить напряженное состояние человека и динамику человеческих страстей. Виргилия (англ. Virgilia) — жена главного героя в трагедии Уильяма Шекспира «Кориолан» (англ. Coriolanus), Шекспир заимствовал сюжет рукописи Плутарха, который рассказывает о римском генерале Кориолане (V век) и его борьбе с мятежниками.
Вулнер был также поэтом, приобретшим в своё время определённую известность. Его ранняя поэма — «Моя прекрасная леди» (англ. My Beautiful Lady), опубликованная в журнале «Росток» (1850) — типичный плод прерафаэлитского творчества. Впоследствии он отказывается от прерафаэлитизма в пользу классических форм: «Пигмалион» (англ. Pygmalion), «Силен» (англ. Silenus) и другие поздние стихотворения.
Работая над статуей Пака, Вулнер провел сравнительное исследование формы ушной раковины человека и животных, в результате которого впервые описал структуру, позже получившую название «дарвинова бугорка».
В 1864 году Вулнер женился на Элис Во. Изначально он был влюблен в сестру Элис, Фанни, но та предпочла ему коллегу Вулнера по братству прерафаэлитов, Уильяма Ханта.